# 리릿 프라러

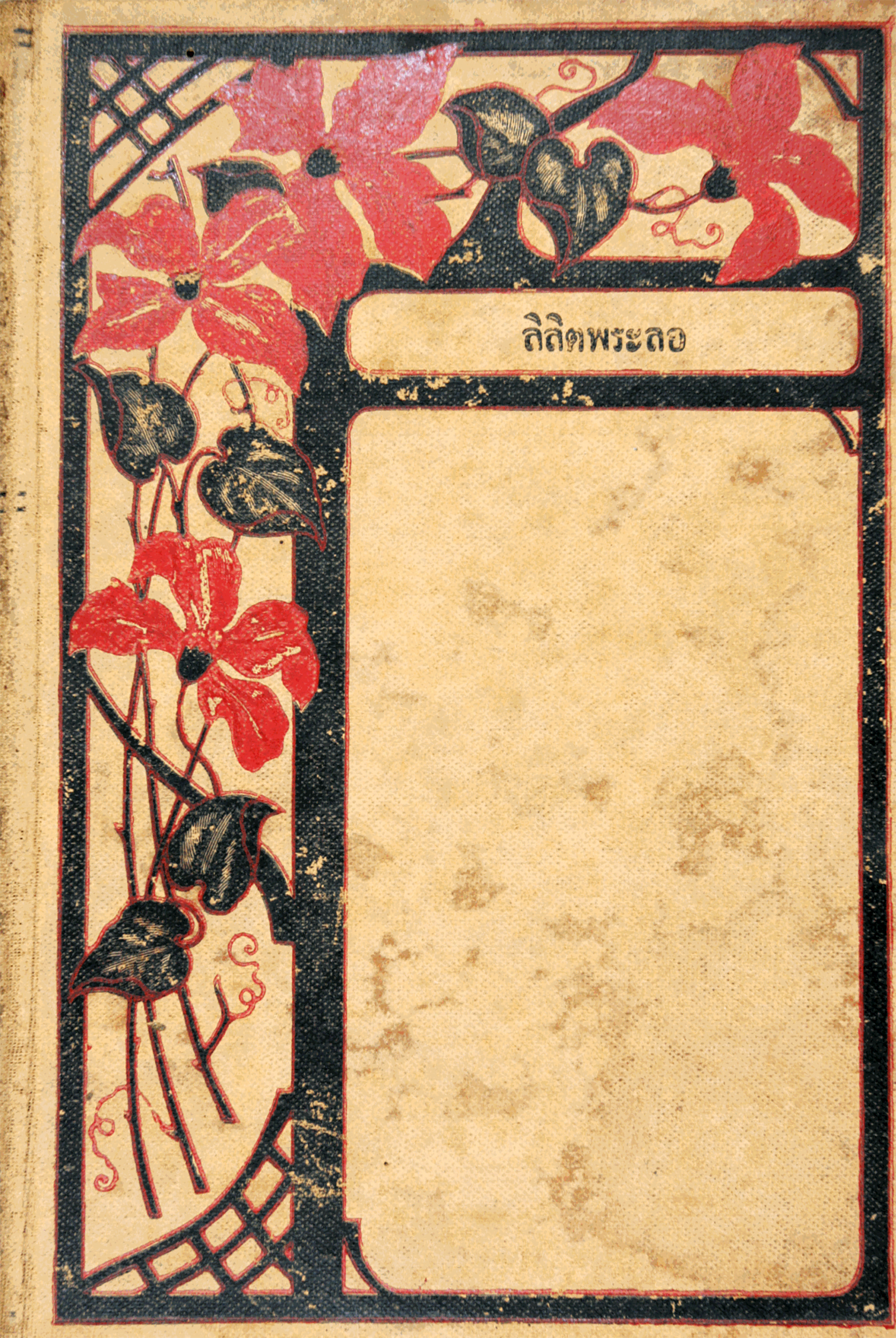
1915년 출간된 제1판

리릿 프라러(태국어: ลิลิตพระลอ)는 태국어로 쓰인 약 3,870줄의 시이다. 고대 란나타이 지방의 프라러 왕에 관한 구전 민담을 15세기 태국에서 유행하던 리릿의 형식으로 남긴 작품이다. ‘리릿 형식으로 쓴 프라러의 이야기’ 또는 ‘프라러 전(傳)’이라고 할 수 있다. 군신 간의 충성, 불교 교리 등을 주요 내용으로 하던 당시 작품과 달리 원수지간인 두 나라의 왕과 자매지간인 공주, 두 사람 사이의 이루어지지 못한 비극적인 사랑을 아름다운 어휘를 사용하여 유려하게 풀어내 태국판 ‘로미오와 줄리엣’이라고도 한다.

## 내용
19세기에 서양 유학생들에 의해 소설이라는 문학 형식이 도입되기 이전, 태국의 문학은 정형시인 운문이 주류를 이뤘다. 문학은 문맹률이 높았던 시대에 지식계층, 관료계층만의 전유물이었지만 즐기는 층은 전 국민이었다. 이야기꾼이 있었기 때문이다. 부잣집이나 권세가 있는 집의 경사가 있을 때면, 입담 좋은 이야기꾼을 초빙하여 동네 사람들에게 즐거움을 선사하는 것이 관례였다. 이야기꾼은 보통 일과가 끝난 저녁나절부터 이야기를 시작하여 다음 날 새벽까지 이어 갔다.
<리릿 프라러>는 고대 프라러 왕의 비련을 담은 민담을, 아유타야가 쑤코타이를 완전히 합병(1438)한 후에 당시 태국 사회에서 유행하던 시 형식인 리릿으로 남긴 작품이다. 태국 고전작품이 그렇듯이 남주인공의 이름과, 운문 형식 ‘리릿’을 같이 붙여 작품의 제목을 ‘리릿 프라러’라고 했다. 다시 말해 ‘리릿 형식으로 쓴 프라러의 이야기’ 또는 ‘프라러 전(傳)’라고 할 수 있다.
1914년 태국왕 라마 6세가 중심이 된 시문학단체인 ‘완나카디 싸모썬’은 그간 태국의 문학작품을 발굴하고 정리하였는데, ‘리릿’ 형식의 작품 중 가장 우수한 작품으로 이 작품을 선정했다. 군신 간의 충성, 불교 교리 등을 주요 내용으로 하던 당시 작품과 달리 원수지간인 두 나라의 왕과 자매지간인 공주, 두 사람 사이의 이루어지지 못한 비극적인 사랑을 아름다운 어휘를 사용하여 유려하게 풀어냄으로써 독자에게 깊은 감동을 준 작품이라고 평가했다. 여타 고전문학과는 기법이 다르고 내용 전개가 빠를뿐더러, 부모와 자녀, 왕과 신하, 주인(상전)과 시녀(시종), 형제자매, 부부간의 사랑을 비롯하여 현재의 윤리에 어긋나는 남녀의 사랑, 불륜 등등을 소재로 한 태국 최초의 작품이다. 일부 학자들이 태국판 로미오와 줄리엣이라고 평하기도 한다.
작품에 나오는 지형, 어휘, 풍습, 문화 등등으로 보아 <리릿 프라러>는 태국의 란나타이(현재 태국 서북부 지역, 즉 쑤코타이와 딱 이북의 지역으로 미얀마의 켕퉁, 중국의 윈난 사이의 지역)의 민담을 기초로 한 작품이라고 보는 것이 통상적이다. 아직도 작가와 지은 연대에 대해서는 통설이 없이 학자마다 의견이 분분하다. 1954년에 태국 문교성에서 처음으로 중등학교 문학 교과서로 보급하면서 널리 읽히게 되었다.